# Morgan De Sanctis
Morgan De Sanctis (Guardiagrele, Provincia de Chieti, Italia, 26 de marzo de 1977) es un exfutbolista italiano. Jugaba de guardameta.

## Trayectoria
De Sanctis inició su carrera como futbolista en las divisiones menores del Pescara Calcio, equipo con el cual debutó en la Serie B. Tras permanecer durante tres temporadas con el Pescara fue adquirido por la Juventus aunque sólo llegó a disputar tres encuentros de liga en dos temporadas. En el año de 1999 pasó a formar parte del Udinese, disputando siete encuentros en su primera temporada y 3 en la segunda. En la campaña 2001-02 fue alineado de titular en los últimos diez encuentros disputados por su club y desde el año 2002 se ganó el puesto de titular en sustitución de Luigi Turci. En julio de 2007 de mutuo acuerdo con el Udinese decidió rescindir su contrato y fue contratado por el Sevilla español, donde fue el arquero suplente.
El 31 de julio de 2008 fue cedido en préstamo al Galatasaray de Turquía, para finalmente fichar por el Napoli en julio de 2009. Debutó con el conjunto partenopeo el 16 de agosto, en el partido de Copa Italia ante el Salernitana, terminada 3-0 para los napolitanos. Durante la temporada se confirmó como portero confiable, consiguiendo mantener su meta imbatida durante 298 minutos en siete partidos y parando tres penaltis. También gracias a su fair-play, al final de temporada se le otorgó el Premio Pallone d'Argento. En la temporada siguiente fue confirmado como arquero titular y consiguió mantener su meta imbatida durante 799 minutos en el Estadio San Paolo, superando el récord de Luciano Castellini (temporada 1981-82).
Al final de temporada, terminada con la calificación del Napoli a la Liga de Campeones de la UEFA 2011-12, De Sanctis obtuvo otro récord: es el único jugador de la Serie A que ha sido siempre titular durante dos temporadas consecutivas, disputando 76 partidos sin ser reemplazado. El 7 de junio de 2011 ganó el Trofeo Rocky Marciano, el título de mejor deportivo de los Abruzos del año.
En 2013 fichó por la Roma, siendo el portero titular del equipo italiano durante dos temporadas y suplente en la tercera. En 2016 se incorporó al Mónaco, donde vivió, también como suplente, su última temporada en activo antes de colgar los guantes. Inmediatamente, regresó a la Roma para trabajar como "team manager".

## Selección nacional
Ha sido internacional con la selección de fútbol de Italia en 6 ocasiones. Debutó el 30 de marzo de 2005, en un encuentro amistoso ante la selección de Islandia que finalizó con marcador de 0-0.

### Participaciones en Copas del Mundo
| Mundial                        | Sede      | Resultado    |
| ------------------------------ | --------- | ------------ |
| Copa Mundial de Fútbol de 2010 | Sudáfrica | Primera fase |

### Participaciones en Eurocopas
| Eurocopa                | Sede              | Resultado        |
| ----------------------- | ----------------- | ---------------- |
| Eurocopa Sub-21 de 2000 | Eslovaquia        | Campeón          |
| Eurocopa 2008           | Austria y Suiza   | Cuartos de final |
| Eurocopa 2012           | Polonia y Ucrania | Subcampeón       |

### Participaciones en Copas FIFA Confederaciones
| Copa                           | Sede      | Resultado    |
| ------------------------------ | --------- | ------------ |
| Copa FIFA Confederaciones 2009 | Sudáfrica | Primera fase |

## Clubes
| Club              | País     | Año         | Partidos | Goles |
| ----------------- | -------- | ----------- | -------- | ----- |
| Pescara Calcio    | Italia   | 1994 - 1997 | 77       | -108  |
| Juventus F. C.    | Italia   | 1997 - 1999 | 4        | -2    |
| Udinese Calcio    | Italia   | 1999 - 2007 | 229      | -285  |
| Sevilla F. C.     | España   | 2007 - 2008 | 13       | -13   |
| Galatasaray S. K. | Turquía  | 2008 - 2009 | 41       | -47   |
| S. S. C. Napoli   | Italia   | 2009 - 2013 | 175      | -191  |
| A. S. Roma        | Italia   | 2013 - 2016 | 84       | -72   |
| A. S. Monaco      | Francia  | 2016 - 2017 | 8        | -18   |
| 8 equipos         | 4 países | 1994 - 2017 | 631      | -736  |

## Palmarés

### Campeonatos nacionales
| Título               | Club              | País    | Año     |
| -------------------- | ----------------- | ------- | ------- |
| Supercopa de Italia  | Juventus F. C.    | Italia  | 1997    |
| Serie A              | Juventus F. C.    | Italia  | 1997-98 |
| Supercopa de España  | Sevilla F. C.     | España  | 2007    |
| Supercopa de Turquía | Galatasaray S. K. | Turquía | 2008    |
| Copa Italia          | S. S. C. Napoli   | Italia  | 2011-12 |
| Ligue 1              | A. S. Monaco      | Francia | 2016-17 |

### Copas internacionales
| Título                    | Club                | País   | Año  |
| ------------------------- | ------------------- | ------ | ---- |
| Eurocopa Sub-21           | Selección de Italia | Italia | 2000 |
| Copa Intertoto de la UEFA | Udinese Calcio      | Italia | 2000 |

### Distinciones individuales
| Distinción            | Año  |
| --------------------- | ---- |
| Pallone d'Argento     | 2010 |
| Trofeo Rocky Marciano | 2011 |